# Danh sách nhà toán học Mỹ
Danh sách này không đầy đủ, bạn cũng có thể giúp mở rộng danh sách.
Đây là danh sách các nhà toán học Mỹ.

## Danh sách
- James Waddell Alexander II (1888–1971)
- Stephanie B. Alexander, được bầu vào năm 2014 với tư cách là thành viên của Hiệp hội Toán học Hoa Kỳ
- Linda J. S. Allen
- Ann S. Almgren, nhà toán học ứng dụng làm việc với tư cách là nhà khoa học kỳ cựu và trưởng nhóm của Trung tâm Khoa học Tính toán và Kỹ thuật tại Phòng thí nghiệm quốc gia Lawrence Berkeley
- Frederick Almgren (1933–1997)
- Beverly Anderson (sinh 1943)
- Natascha Artin Brunswick (1909–2003)
- Tamara Awerbuch-Friedlander
- Wealthy Babcock (1895–1990)
- Benjamin Banneker (1731–1806)
- Augustin Banyaga (sinh 1947)
- Ruth Aaronson Bari (1917–2005)
- Janet Barnett
- Jon Barwise (1942–2000)
- Richard Bellman (1920–1984)
- Leonid Berlyand (sinh 1957)
- Leah Berman (sinh 1976)
- Manjul Bhargava (sinh 1974)
- George David Birkhoff (1884–1944)
- David Blackwell (1919–2010)
- Archie Blake (sinh 1906)
- Nathaniel Bowditch (1773–1838)
- Felix Browder (1927–2016)
- William Browder (sinh 1934)
- Marjorie Lee Browne (1914–1979), giảng dạy tại Đại học Trung tâm Bắc Carolina
- Robert Daniel Carmichael (1879–1967)
- Sun-Yung Alice Chang (sinh 1948), nhà nghiên cứu giải tích toán học
- Alonzo Church (1903–1995)
- William Schieffelin Claytor (1908–1967), Đại học Pennsylvania
- Paul Cohen (1934–2007)
- Don Coppersmith (sinh 1950), nhà mật mã học, thành viên bốn lần đoạt giải Putnam đầu tiên trong lịch sử
- Elbert Frank Cox (1895–1969), Đại học Cornell
- Laura Demarco (?), nhà nghiên cứu các hệ thống động lực và giải tích ảo
- Joseph J. Dennis (1905–1977), Cao đẳng Clark College
- Joseph L. Doob (1910–2004)
- Jesse Douglas (1897–1965)
- Samuel Eilenberg (1913–1998)
- Noam Elkies (sinh 1966), thần đồng toán học làm việc về lý thuyết số tính toán
- Jerald Ericksen (1924–2021)
- Alex Eskin (sinh 1965), nhà nghiên cứu về phân tích bi-da và lý thuyết nhóm hình học
- Christina Eubanks-Turner, nhà giáo dục toán học người Mỹ, nhà lý thuyết đồ thị và đại số giao hoán
- Etta Zuber Falconer (1933–2002)
- Benson Farb (sinh 1965), nhà nghiên cứu về lý thuyết nhóm hình học và cấu trúc topo chiều thấp
- Lisa Fauci, nhà toán học ứng dụng áp dụng tính toán động lực chất lỏng cho các quá trình sinh học
- Charles Fefferman (sinh 1949)
- Henry Burchard Fine (1858–1928)
- Erica Flapan (sinh 1956), nhà nghiên cứu về cấu trúc topo chiều thấp và lý thuyết nút
- Alfred Leon Foster (1904–1994)
- Ralph Fox (1913–1973)
- Michael Freedman (sinh 1951)
- Murray Gerstenhaber (sinh 1927)
- Andrew M. Gleason (1921–2008), nhà giải mã thế chiến thứ hai, đóng góp chính trong việc giải bài toán thứ 5 của Hilbert (phiên bản chứng minh "có điều kiện giới hạn").
- Thomas Godfrey (1704–1749)
- Ralph E. Gomory (sinh 1929)
- Daniel Gorenstein (1923–1992)
- Ronald Graham (1935–2020)
- Evelyn Boyd Granville (1924–2023)
- Phillip Griffiths (sinh 1938), đóng góp chính cho cách tiếp cận đa tạp manifold phức tạp đối với hình học đại số
- Frank Harary (1921–2005)
- Joe Harris (nhà toán học) (sinh 1951), nhà nghiên cứu và giải thích về hình học đại số một cách phong phú
- Euphemia Haynes (1890–1980)
- Gloria Conyers Hewitt (sinh 1935)
- George William Hill (1838–1914)
- Einar Hille (1894–1980)
- Alston Scott Householder (1904–1993)
- Nathan Jacobson (1910–1999)
- Clifford Victor Johnson, được trao tặng sinhS. từ Đại học Hoàng gia London năm 1989
- Katherine Johnson (1918–2020)
- Theodore Kaczynski (sinh 1942)
- Howard Jerome Keisler (sinh 1936)
- Victor Klee (1925–2007)
- Holly Krieger
- Harold W. Kuhn (1925–2014)
- Kenneth Kunen (1943–2020)
- Solomon Lefschetz (1884–1972)
- Suzanne Lenhart (sinh 1954) nhà nghiên cứu phương trình đạo hàm riêng; chủ tịch hội Association for Women in Mathematics, 2001-2003
- James Lepowsky (sinh 1944)
- Marie Litzinger (1899–1952), nhà lý thuyết số học
- Jacob Lurie (sinh 1977), phát triển hình học đại số dẫn xuất
- Saunders Mac Lane (1909–2005)
- W. T. Martin (1911–2004)
- William S. Massey (1920–2017)
- John N. Mather (1942–2017)
- J. Peter May (sinh 1939), nhà nghiên cứu về đại số topo, lý thuyết phạm trù, lý thuyết đồng luân và các khía cạnh cơ bản của quang phổ
- Barry Mazur (sinh 1937)
- Curtis T. McMullen (sinh 1958)
- Elliott Mendelson (1931–2020)
- Winifred Edgerton Merrill (1862–1951)
- Kelly Miller (1863–1939)
- Kenneth Millett (sinh 1941)
- John Milnor (sinh 1931)
- Susan Montgomery (sinh 1943)
- E. H. Moore (1862–1932)
- Marston Morse (1892–1977)
- George Mostow (1923–2017)
- Frederick Mosteller (1916–2006)
- David Mumford (sinh 1937)
- John Forbes Nash Jr. (1928–2015)
- Walter Noll (1925–2017)
- Michael O'Nan (1943–2017)
- Richard Palais (sinh 1931)
- Benjamin Peirce (1809–1880)
- Javier Perez-Capdevila (sinh 1963)
- Vera Pless (1931–2020), nhà toán học chuyên về lý thuyết tổ hợp và mã hóa
- Daniel Quillen (1940–2011)
- Charles Reason (1818–1893)
- Joseph Ritt (1893–1951)
- Fred S. Roberts (sinh 1943)
- Herbert Robbins (1915–2001)
- Julia Robinson (1919–1985), người đóng góp cho vấn đề thứ mười của Hilbert
- J. Barkley Rosser (1907–1989)
- Gerald Sacks (1933–2019)
- Thomas Jerome Schaefer
- Dana Scott (sinh 1932)
- James Serrin (1926–2012)
- Claude Shannon (1916–2001)
- Isadore Singer (1924–2021)
- Charles Coffin Sims (1938–2017)
- George Seligman (sinh 1927)
- Stephen Smale (sinh 1930)
- Raymond Smullyan (1919–2017)
- Edwin Spanier (1921–1996)
- Norman Steenrod (1910–1971)
- Elias M. Stein (1931–2018)
- Clarence F. Stephens (1917–2018)
- Lee Stiff (1949–2021) [1]
- Marshall Harvey Stone (1903–1989)
- Theodore Strong (1790–1869)
- Terence Tao (sinh 1975)
- John Tate (1925–2019)
- Jean Taylor (sinh 1944)
- John G. Thompson (sinh 1932)
- Sister Mary Domitilla Thuener (1880–1977)
- William Thurston (1936–2012)[2][3]
- Clifford Truesdell (1919–2000)
- John Tukey (1915–2000)
- John Urschel (sinh 1991)
- Dorothy Vaughan (1910–2008)
- Oswald Veblen (1880–1960)
- Mary Shore Walker (1882–1952)
- William C. Waterhouse (1941–2016)
- Herbert Wilf (1931–2012)
- J. Ernest Wilkins, Jr. (1923–2011)
- Amie Wilkinson (sinh 1968), nhà nghiên cứu về các hệ động lực, lý thuyết ergodic công thái học, lý thuyết hỗn loạn và các nhóm Lie nửa đơn
- Hassler Whitney (1907–1989)
- Dudley Weldon Woodard (1881–1965), Đại học Pennsylvania
- Margaret H. Wright (sinh 1944), nữ chủ tịch đầu tiên của Society for Industrial and Applied Mathematics